# Ron (langue)
Pour les articles homonymes, voir Ron.
Le ron est une langue tchadique occidentale parlée au Nigeria.